# 双叶细辛
双叶细辛（雙葉葵）是马兜铃科细辛属的植物。分布在日本以及中国大陆的甘肃、贵州、陕西、四川、湖北等地，生长于海拔1,200米至1,700米的地区，见于林下腐殖土中，目前尚未由人工引种栽培。

## 别名
乌金草（湖北）